# Hélder Proença
Hélder Proença (Bolama, 31 de dezembro de 1956 — Bissau, 5 de junho de 2009), foi um escritor, professor e político da Guiné-Bissau, havendo lutado na guerra de independência do país, na década de 1970.

## Biografia
Desde a adolescência que Proença escrevia poemas, àquele tempo sob a temática anti-colonialista, que resultou na publicação, em 1977, da primeira antologia poética guineense, sob sua coordenação, entre outros, e que também prefaciou, intitulada "Mantenhamos Para Quem Luta!".
Não concluiu os estudos, havendo participado das lutas pela independência do país. Mais tarde, completou a formação no Rio de Janeiro, integrando os quadros do Ministério da Cultura de seu país, e principiando o magistério em História. Havia, antes, sido o responsável pela educação de Bolama.
Na política foi deputado na Assembleia Nacional Popular e membro do Comité Central do PAIGC (Partido único, de orientação marxista, que governou o país da independência em 1974 até a democratização nos anos 1990).
Ocupou, ainda, o cargo de Ministro da Defesa.
Como escritor publicou em vários periódicos, como Raízes (de Cabo-Verde), África (Portugal), e os panfletários Libertação e O Militante, ligados ao PAIGC. Em 1982 publicou o livro "Não posso adiar a palavra", que reuniu seus versos dos tempos de guerrilha.

## Assassinato
A morte de Proença foi anunciada pelo Ministro da Defesa guineense, horas depois do anúncio do assassinato por tropas oficiais do candidato a presidente Baciro Dabó. Segundo a versão oficial, Proença seria o protagonista dum golpe de estado e morrera em seu carro, junto ao motorista e um segurança, após troca de tiros com os soldados que iam prendê-lo. Já antes a imprensa mundial anunciara rumores de que o poeta também havia sido morto.

## Obras
- Não posso adiar a palavra (1982).